# Shots (Imagine Dragons)
Shots è un singolo degli Imagine Dragons, il terzo estratto dal loro secondo album in studio Smoke and Mirrors, pubblicato il 26 gennaio 2015.

## Video musicale
Il video musicale, pubblicato il 12 febbraio 2015, è stato diretto da Robert Hales ed è ispirato ai dipinti dell'autore surrealista Tim Cantor, autore di un disegno originale per ognuno dei brani contenuti in Smoke and Mirrors.

## Tracce
Download digitale
1. Shots – 3:53

EP digitale
1. Shots (feat. Broiler) (Broiler Remix) – 3:11
2. Shots (Astrolith Remix) – 3:29
3. Shots (Acoustic (Piano)/Live From the Smith Center/Las Vegas/2015) – 4:21
4. Shots (Broiler Extended Club Remix) – 4:47

## Classifiche
| Classifica (2015)  | Posizione massima |
| ------------------ | ----------------- |
| Australia          | 66                |
| Austria            | 73                |
| Canada             | 72                |
| Danimarca          | 32                |
| Francia            | 170               |
| Germania           | 60                |
| Italia             | 69                |
| Norvegia           | 3                 |
| Regno Unito        | 91                |
| Stati Uniti        | 75                |
| Stati Uniti (rock) | 7                 |
| Svezia             | 91                |